# معجم مصطلحات عتاد الحاسوب
يحتوي معجم مصطلحات عتاد الحاسوب على قائمة بالمصطلحات والمفاهيم المتعلقة بأجهزة الحاسوب ومكوناتها المادية والبنيوية وملحقاتها الطرفية.

## ب
- بلو راي: هو قرص تخزين مصمم لكي يحل محل القرص الرقمي متعدد الاستخدامات، إذ يتسع قرص بلو راي لخمسة أضعاف البيانات التي يتسع لها القرص الرقمي القياسي متعدد الاستخدامات، غير أن معظم أجهزة الحواسب لا تأتي مزودة بمحركات أقراص بلو راي، ولكن يمكن شراؤها وإضافتها كترقية منفصلة.

## ت
- تنظيم الكاش في المعالجات التفرعية: وهي عملية تهدف إلى حفظ البيانات في ذواكر التخزين المؤقتة المتعددة المتزامنة في نظام ذاكرة مشتركة متعدد المعالجات.

## ذ
- ذاكرة التخزين المؤقت: ذاكرة مؤقتة صغيرة وسريعة تعمل بين وحدة المعالجة المركزية والذاكرة الرئيسية بهدف توفير الوصول السريع للعناصر التي تكون بحاجة للوصول إليها بشكل متكرر.
- الذاكرة مغناطيسية النواة: يعود تاريخها إلى عصور ما قبل استخدام رقائق أشباه الموصلات، وكانت تُستخدم كبديل عن تقنية الذاكرة الرئيسية.

## ش
- شريحة التعريف: هي مجموعة من الدوائر المتكاملة، أو الرقاقات التي تكون مصممة للعمل معًا، والتي عادةً ما تُسوّق وتُباع كمنتج واحد.

## ص
- صندوق الحاسوب: ويُطلق عليه أيضًا وحدة النظام أو علبة الحاسوب، وهو العلبة التي تحتوي على معظم مكونات الحاسوب، باستثناء الشاشة ولوحة المفاتيح والفأرة ومختلف الأجهزة الطرفية الأخرى.

## ع
- العنوان: هو رقم صحيح فريد يُحدد موقع ذاكرة معينة أو أحد منافذ الإدخال أو الإخراج في مساحة العنوان.
- عامل شكل الحاسوب: هو اسم مُستخدم للدلالة على أبعاد الحاسوب ونوع مصدر الطاقة، وموقع فتحات التركيب، وعدد المنافذ على اللوحة الخلفية، إلخ.

## ق
- القرص الرقمي متعدد الاستخدامات: وهو قرص مضغوط ضوئي له نفس أبعاد الأقراص المضغوطة، ولكنه يخزن بيانات أكثر بستة أضعاف، ويُستخدم بشكل رئيسي لتخزين الأفلام وألعاب الحاسوب، ولكن تراجع استخدامه إلى حد كبير خلال العقد الثاني من القرن الحادي والعشرين بالتزامن مع ظهور خدمات الألعاب مثل ستيم.
- القرص المضغوط القابل للتسجيل: هو نوع من القرص المضغوط الضوئي يمكن الكتابة عليه لمرة واحدة فقط.
- القرص المضغوط القابل لإعادة الكتابة: هو نوع من القرص المضغوط الضوئي يمكن الكتابة عليه لعدة مرات.
- القرص المضغوط القابل للقراءة فقط: هو نوع من القرص المضغوط الضوئي المُعدّ مُسبقًا، ويحتوي على بيانات أو ملفّات موسيقيّة ولا يًمكن الكتابة عليه.

## م
- المركم: يكون المركم الحاسوبي بمثابة سجل يحتوي على نتيجة العملية السابقة في وحدة الحساب والمنطق، ويُمكن استخدامه أيضًا كسجل إدخال للجامع.

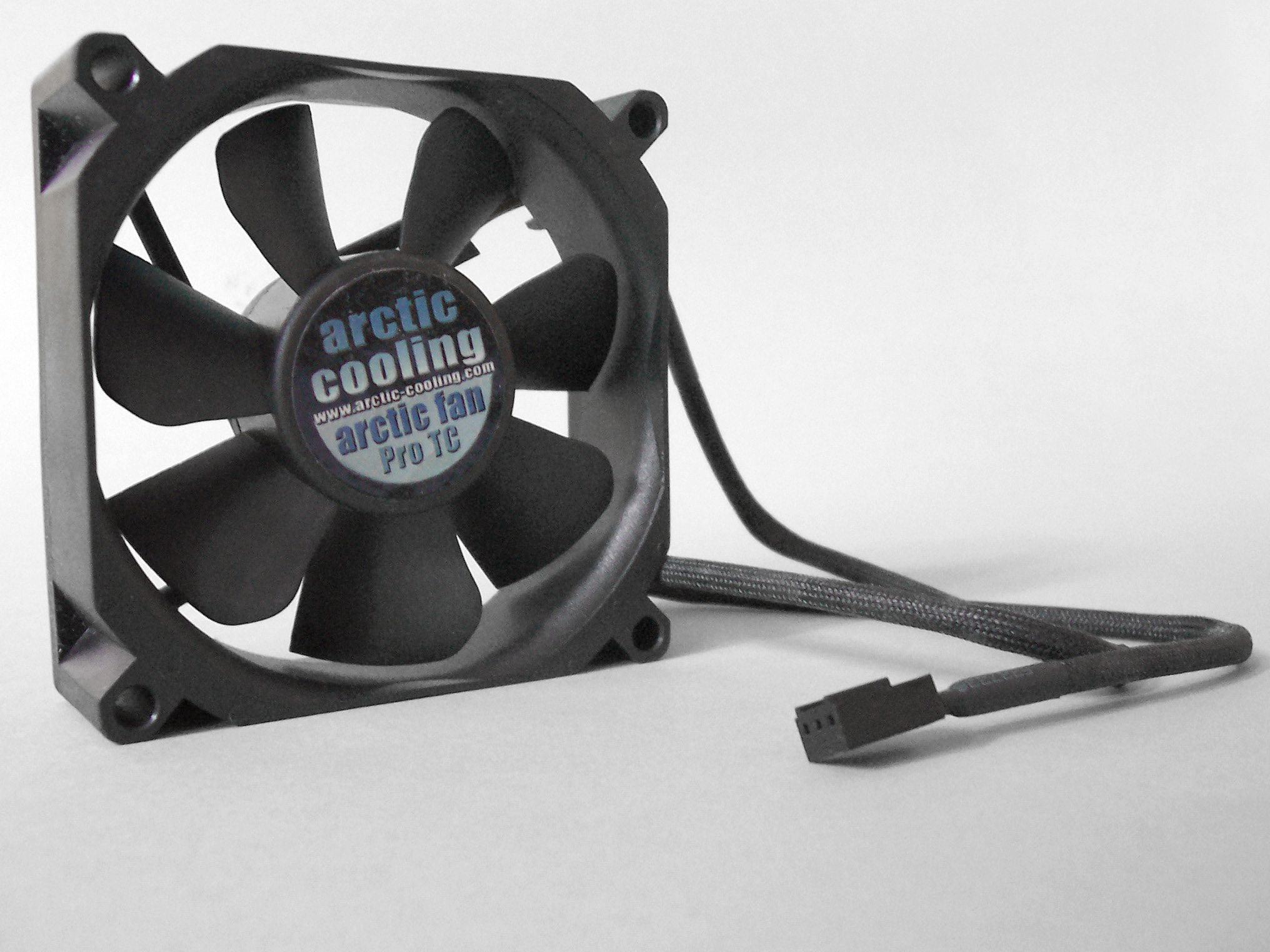
مروحة حاسوب بأبعاد 80×80×25 ملليمتر

- مروحة حاسوب بأبعاد 80×80×25 ملليمترمروحة الحاسوب: جزء من نظام تبريد الحاسوب النشط، والذي يُجبر الهواء على التدفق إلى داخل هيكل الحاسوب أو حوله لتبريده.
- مساحة العنوان: هي مساحة لربط العناوين المنطقية بالذاكرة الفعلية أو غيرها من الأجهزة المُخصصة للذاكرة.
- مُسرع الحاسوب: هو معالج صغري، أو بطاقة توسعة مُصممة لأداء مهمة مُحددة بدلًا من وحدة المعالجة المركزية، وغالبًا ما تحتوي على أجهزة ذات وظائف ثابتة. وتُعد وحدة معالجة الرسومات من أكثر أمثلة مُسرعات الحاسوب شيوعًا.
- مسرع الذكاء الاصطناعي: هو مسرع يهدف إلى تشغيل الشبكات العصبية الاصطناعية أو غيرها من خوارزميات التعلم الآلي والرؤية الآلية.
- مسرى: عبارة عن مسار مشترك تشترك فيه أنظمة فرعية أو مكونات متعددة لإرسال أو استقبال الإشارات، وهو بمثابة خيار منخفض التكلفة في أجهزة الحواسب الصغيرة والمتناهية الصغر مقارنةً بالمسارات المتعددة المخصصة غير المشتركة في أجهزة الحواسب المركزية.
- مسرى الربط بين المكونات الطرفية: مسرى يُستخدم لتوصيل الأجهزة الطرفية بالحاسوب.
- منفذ الرسوميات المسرع: هو معيار ناقل فيديو مُخصص قدمته شركة قدمته شركة إنتل لدعم الرسومات ثلاثية الأبعاد؛ ويُوجد عادةً في فتحة منفذ الرسوميات المُسرع على اللوحة الأم. يُعتبر منفذ الرسومات المُسرع حاليًا معيارًا تاريخيًا لبطاقات التوسعة مُصممًا لتوصيل بطاقة الفيديو باللوحة الأم للحاسوب، وهو أحد آخر معايير الاتصال المتوازي خارج الشريحة، وذلك للمساعدة في تسريع رسومات الحاسوب ثلاثية الأبعاد، وقد استُبدل بشكل كبير بمعيار مسرى الربط بين المكونات الطرفية منذ منتصف العقد الأول من القرن الحادي والعشرين.
- منفذ العرض: واجهة عرض رقمية طورتها جمعية معايير إلكترونيات الفيديو، وتُستخدم هذه الواجهة بشكل أساسي لتوصيل مصدر الفيديو بجهاز عرض مثل شاشة الحاسوب، مع إمكانية استخدامها أيضًا لنقل بيانات الصوت، والمسرى التسلسلي العام، وغيرها من البيانات.

## ن
- نواة: هو ذلك الجزء من وحدة المعالجة المركزية الذي يُجري العمليات الحسابية والمنطقية؛ وتحتوي جميع وحدات المعالجة المركزية تقريبًا التي تم إنتاجها منذ أواخر العقد الأول من القرن الحادي والعشرين على أنوية متعددة مثل المعالجات رباعي النوى.

## و
- واجهة الطاقة والتكوين المتقدم: وهي عبارة عن معيار مفتوح يسمح لأنظمة التشغيل باكتشاف حالة الأجهزة وتكوينها وإدارتها ومراقبتها.
- واجهة رقمية مرئية: واجهة عرض فيديو طورتها مجموعة عمل العرض الرقمي، وتُستخدم لتوصيل مصدر الفيديو بجهاز عرض، مثل شاشة الحاسوب.
- وحدة معالجة مركزية: هو ذلك المكون من مكونات الحاسوب، والذي يتم من خلاله تنفيذ التعليمات الحاسوبية.
- الوصول المباشر للذاكرة: يُشير هذا المُصطلح إلى قدرة جهاز، مثل محرك الأقراص أو وحدة تحكم واجهة الشبكة، على الوصول إلى الذاكرة الرئيسية للحاسوب دون تدخل من وحدة المعالجة المركزية، والتي تُوفرها قناة وصول مباشر للذاكرة واحدة أو أكثر في النظام.